# Хејфилд (Минесота)
Хејфилд (енгл. Hayfield) град је у америчкој савезној држави Минесота.

## Демографија
По попису из 2010. године број становника је 1.340, што је 15 (1,1%) становника више него 2000. године.
| Група             | 2000.         | 2010.         |
| Белци             | 1.270 (95,8%) | 1.241 (92,6%) |
| Афроамериканци    | 3 (0,2%)      | 6 (0,4%)      |
| Азијати           | 9 (0,7%)      | 1 (0,1%)      |
| Хиспаноамериканци | 30 (2,3%)     | 74 (5,5%)     |
| Укупно            | 1.325         | 1.340         |